# Apoecus granulatus
Apoecus granulatus is een slakkensoort uit de familie van de Enidae. De wetenschappelijke naam van de soort is voor het eerst geldig gepubliceerd in 1884 door Möllendorff als Buliminus granulatus.